# Avenue Henri-Ginoux
L'avenue Henri-Ginoux est une voie de communication de Montrouge. Elle suit la route départementale 128.

## Situation et accès

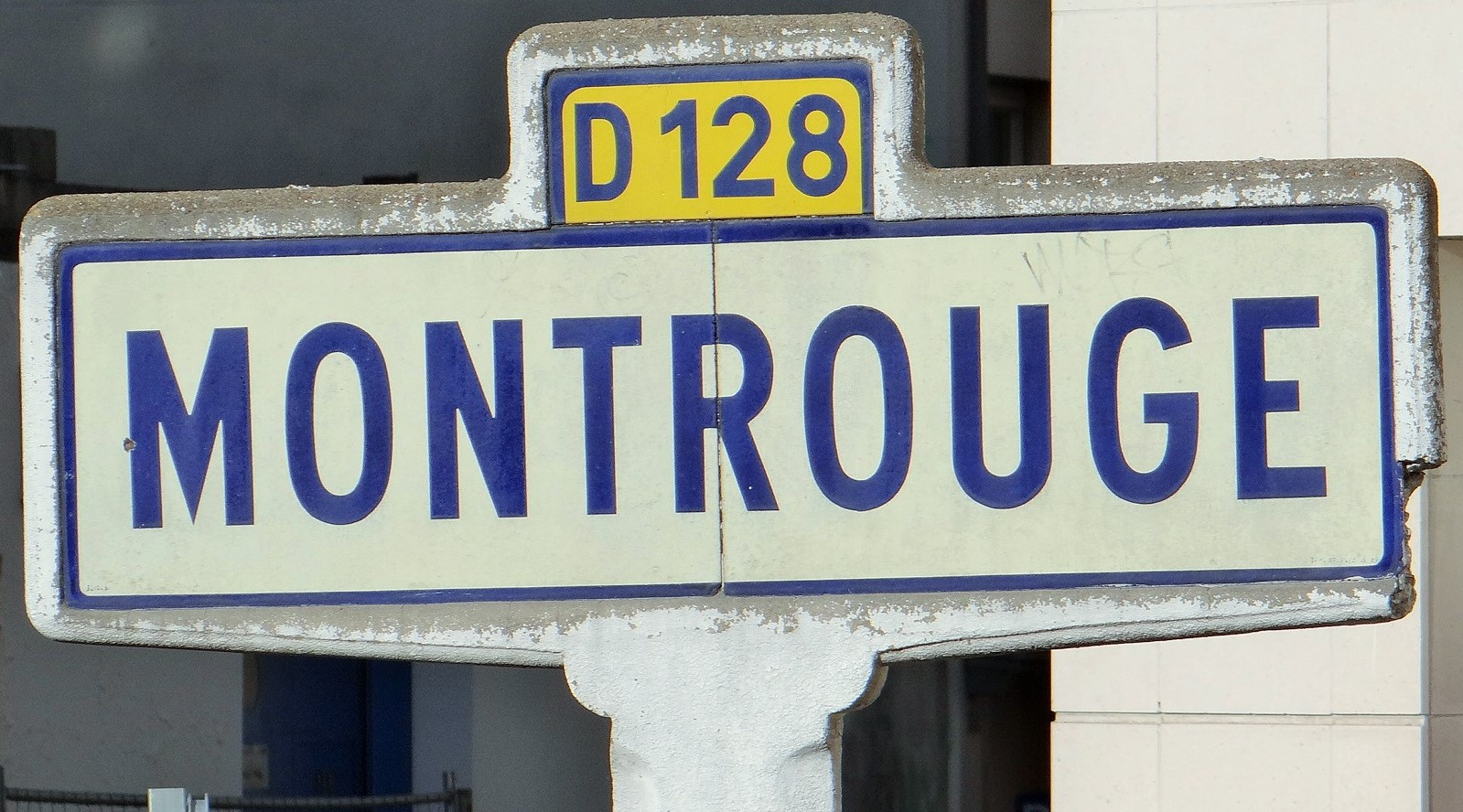
Ancien panneau d'entrée de ville à Montrouge, avenue Henri-Ginoux en venant de Bagneux.

Partant de Paris dont elle marque l'entrée au croisement du boulevard Romain-Rolland, cette avenue coupe notamment la rue Gabriel-Péri.
Elle se termine à la limite de Bagneux où elle est prolongée par l'avenue Henri-Ravera.
Elle sera à terme desservie, à son extrémité sud, par la future station de métro Barbara, sur la ligne 4 du métro de Paris.

## Origine du nom
Cette voie de communication porte le nom d'Henri Ginoux (1909-1994),	député-maire de Montrouge.

## Historique

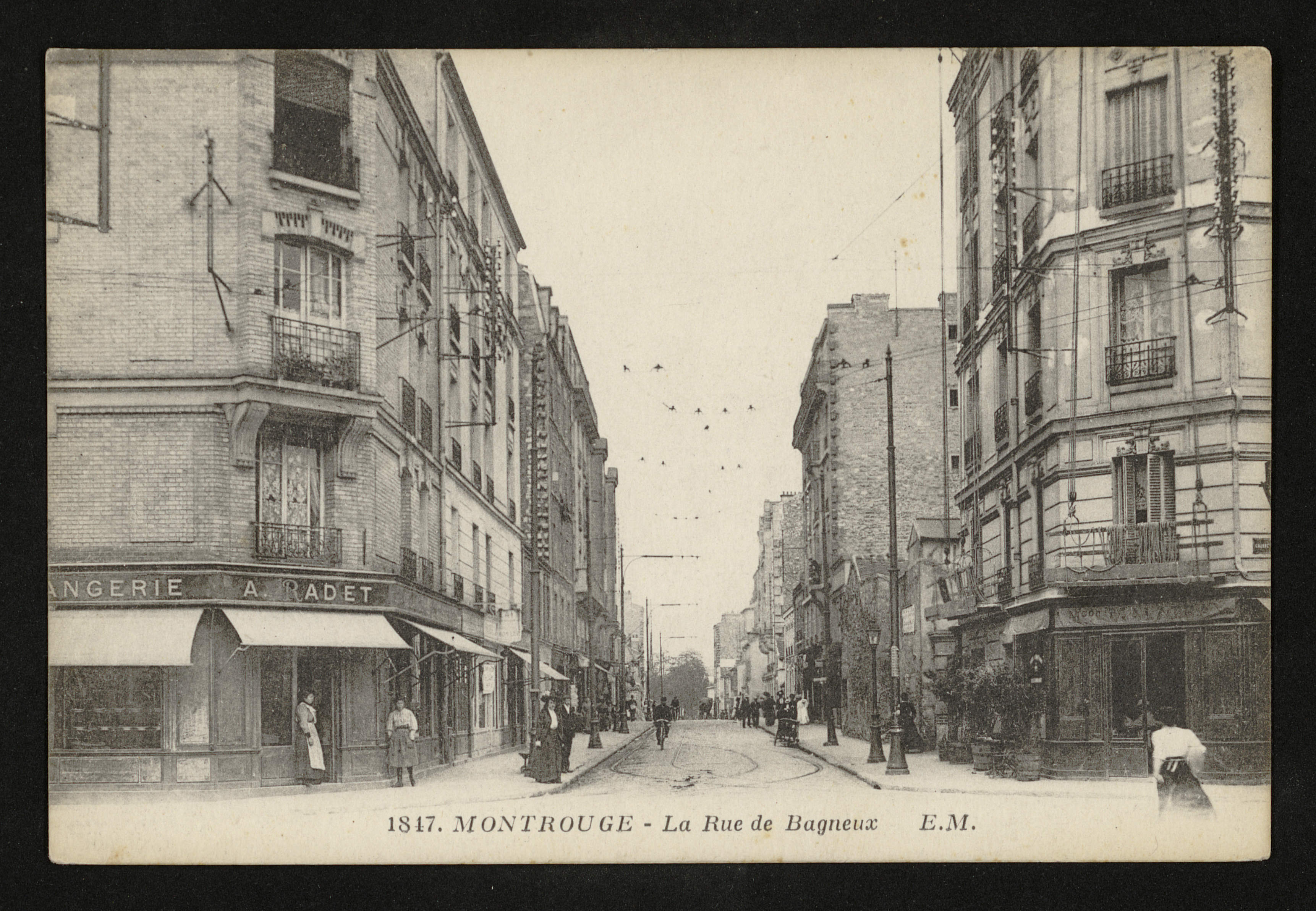
Montrouge - La rue de Bagneux.

Elle permettait d'atteindre le village de Bagneux, d'où son ancien nom de rue de Bagneux jusqu'en 1996. Elle était parcourue par l'ancienne ligne de tramway 128.
L'annexion par Paris de son extrémité nord, par décret du 3 avril 1925, a permis la création de la rue de la Légion-Étrangère.

## Bâtiments remarquables et lieux de mémoire
- No 8 (rue de Bagneux, ancienne numérotation) : en 1828, adresse de la modeste maison de campagne[4] de Franz Joseph Gall [5] (1758-1828), médecin d'origine allemande naturalisé français en 1819[4] et père fondateur de la phrénologie. Il en est propriétaire depuis au moins 1810 et y meurt en 1828[6]. Sa troisième épouse et désormais veuve, née Marie-Anne Barbé, originaire de Nancy, se remarie en 1933 à Montrouge avec le médecin Fleury Imbert[7] (1795-1851), professeur à l'école de Médecine de Lyon.
- No 46 : ancienne imprimerie « Draeger frères » transformée en lofts[8].
- No 70 et 48, rue Louis-Rolland : immeuble d'angle mixte, de logements et de commerces dite « maison du Père Joseph » présentant côté rue (ancienne rue de Bagneux) une élévation de deux étages de quatre travées régulières sur rez-de-chaussée (et sous-sol). Selon une tradition orale, la bâtisse daterait du milieu du XVIIIe siècle et passe pour être la plus ancienne maison de la commune[9]. Elle est inscrite à l'inventaire du patrimoine culturel sous la référence IA00076093[10].
- No 91 : Gymnase Henri-Ginoux[11].
- Ancienne école de la rue de Bagneux, ouverte en 1929[12].
- Jardins partagés Boileau.
- Cimetière parisien de Bagneux[13].